# Abdelaziz Souleimani
Abdelaziz Souleimani (ur. 30 kwietnia 1958) – marokański piłkarz grający na pozycji napastnika.

## Kariera klubowa
Abdelaziz Souleimani w czasie kariery piłkarskiej grał w Maghreb Fez.

## Kariera reprezentacyjna
W reprezentacji Maroka Abdelaziz Souleimani grał w latach osiemdziesiątych.
W 1985 roku uczestniczył eliminacjach Mistrzostw Świata 1986.
W 1986 roku na Mundialu w Meksyku Abdelaziz Souleimani był podstawowym zawodnikiem i wystąpił we wszystkich trzech meczach grupowych Maroka z reprezentacją Polski, reprezentacją Anglii, reprezentacją Portugalii.